# Слобода-Межировская
Слобода-Межи́ровская (укр. Слобода-Межирівська) — село на Украине, находится в Жмеринском районе Винницкой области.
Код КОАТУУ — 0521085603. Население по переписи 2001 года составляет 639 человек. Почтовый индекс — 23123. Телефонный код — 4332.
Занимает площадь 1,346 км².
В селе действует храм Рождества Пресвятой Богородицы Жмеринского благочиния Винницкой епархии Украинской православной церкви.

## Адрес местного совета
23123, Винницкая область, Жмеринский р-н, с. Слобода-Межировська